# ديف براون (كاريكاتيري)
ديف براون (بالإنجليزية: Dave Brown)‏ هو كاريكاتيري بريطاني، ولد في 4 ديسمبر 1957.